# Devinagar
Devinagar es una ciudad censal situada en el distrito de Mahamaya Nagar en el estado de Uttar Pradesh (India). Su población es de 5982 habitantes (2011). Se encuentra a 338 km de Lucknow, la capital del estado.

## Demografía
Según el censo de 2011 la población de Devinagar era de 5982 habitantes, de los cuales 3190 eran hombres y 2792 eran mujeres. Devinagar tiene una tasa media de alfabetización del 87.44%, superior a la media estatal del 67,68%: la alfabetización masculina es del 93,64%, y la alfabetización femenina del 80,42%.